# نادي كامبريدج ستي
نادي كامبريدج ستي هو نادي كرة قدم بريطاني أٌسس عام 1908. يلعب النادي في دوري إسثميان (بالإنجليزية: Isthmian League) الشمالي بالمستوى الثامن من مستويات البطولات الإنجليزية.
تم تشكيل النادي في عام 1908 باسم كامبريدج تاون. لم يتم منح كامبريدج وضع المدينة في تلك المرحلة. لعب النادي في دوري الهواة الجنوبي، نشأة منافسة شرسة مع إبسويتش تاون كانت واضحة داخل وخارج الملعب. في عام 1935 تمت دعوة كلا الناديين للانضمام إلى رابطة المقاطعات الشرقية التي تم تشكيلها حديثًا. قبل إبسويتش، وأصبح محترفًا وفي غضون ثلاث سنوات تم انتخابه لدوري كرة القدم. ومع ذلك، رفض كامبريدج تاون الانضمام من أجل أن يحافظ النادي على مكانته كهواة، وانتقل إلى دوري سبارتان في نفس الوقت الذي انضم فيه إبسويتش إلى ECL.
شهد استئناف منافسات كرة القدم بعد الحرب العالمية الثانية انضمام كامبريدج تاون إلى الدوري الإسبرطي، وفاز بالمسابقة 3 مرات بين عامي 1945 و 1950، قبل الانضمام إلى الدوري الأثيني لموسم 1950/51. تم منح كامبريدج رسميًا وضع المدينة في عام 1951. تقدم كل من كامبريدج تاون وجيرانهم، آبي يونايتد بطلب لتغيير اسمهم إلى كامبريدج سيتي. تمت الموافقة على طلب كامبريدج تاون لأنه وصل أولاً. بعد ذلك انضمت كامبريدج سيتي إلى الدوري الجنوبي الجنوبي الشرقي كنادي محترف. قدم النادي عدة طلبات للانضمام إلى دوري كرة القدم لكنها لم تنجح جميعها.
قاد كامبريدج سيتي في أواخر الخمسينيات والستينيات من القرن الماضي أعلى عدد من الحضور في كرة القدم خارج الدوري، وحضر بشكل شبه منتظم متوسط عدد حضور يقارب 3500 بمتوسط حضور يزيد عن منافسه كامبريدج يونايتد خلال تلك الفترة، وأحيانًا يصل الحضور الجماهيري إلى 10 آلاف مشجع. كان الفريق بطل الدوري الجنوبي في 1962/63 وبقي في الدرجة الأولى حتى عام 1968 ولكن بعد ذلك هبط و أصبح فريق شبه محترف.
ضمن الفريق الصعود إلى الدرجة الأولى بعد أن احتل المركز الثاني في القسم الأول من الدوري الجنوبي في 1969/70 ثم احتلوا المركز الثاني في موسمهم الأول في الدوري الجنوبي الممتاز. ومع ذلك، تم انتخاب كامبريدج يونايتد في دوري كرة القدم في عام 1970، وعانى كامبريدج سيتي لاحقًا ما أدى إلى صعوبة جذب العديد من المشجعين إلى مبارياتهم مثل منافسهم الأكثر شهرة الآن كامبريدج يونايتد.
بحلول منتصف السبعينيات، عانى كامبريدج سيتي من هبوطه الثاني وكان يلعب في الدوري الجنوبي الإقليمي. بقينا على هذا المستوى حتى موسم 1979/80 عندما تم إعادة تنظيم هيكل الدوري الجنوبي، وأصبح الفريق يلعب في قسم ميدلاند، وتم إحداث تبديل آخر في 1982/1983 لكامريديج سيتي في القسم الجنوبي. بحلول هذا الوقت، كان يونايتد يسير بشكل جيد في الدرجة الثانية من دوري كرة القدم، وتضاءلت بوابات السيتي تمامًا مع جذب الفريق الملقب (Lilywhites) أقل من 200 مشجع في المباراة الواحدة.
ومع ذلك، تمت إعادة تطوير ملعب Milton Road الخاص بالنادي مع استبدال ملعبنا الأيقوني الأصلي بمركز إداري جديد وأرض جديدة تم بناؤها خلفه مباشرة وبالتالي تمكن النادي من البقاء في نفس الموقع التاريخي. في موسم 1985/1986، وموسمنا الأول على أرض ميلتون رود «الجديد»، فاز كامبريدج سيتي بالدوري الجنوبي قسم الجنوب بفارق الأهداف بفضل فوزه في الجولة الأخيرة على واترلوفيل وعاد مرة أخرى إلى دوري الدرجة الأولى (الممتاز) في الدوري الجنوبي. بقي السيتي على هذا المستوى طوال التسعينيات. في 2004/05، أنهى الفريق الموسم بنجاح في المركز الثاني للدوري الجنوبي الممتاز، من أجل الحصول على مكان في قسم جنوب المؤتمر المشكل حديثًا. ومع ذلك، كانت المشاكل الميدانية في هذا الوقت هي التي حالت دون ذلك.
ليست هذه هي المرة الأولى التي يواجه فيها كامبريدج سيتي مشاكل مالية و ميدانية خطيرة، وانتشرت أنباء عن بيع النادي ملعبه في ميلتون رود. بالإضافة إلى ذلك، أعلن مجلس الإدارة آنذاك أنهم لا يستطيعون الحفاظ على شروط اللعب في دوري المؤتمر الجنوبي لكرة القدم بعد الآن و هبوط الفريق درجة إضافية إلى الدوري الجنوبي الممتاز. هذا وتم إلغاء الفريق الرديف للنادي و المغذي لكامبريدج يونايتد، حيث كان يلعب الفريق في ملعب آبي الخاص بكامبريدج يونايتد. أثارت هذه القرارات غصب المشجعين ومحبي النادي مما دفع مشجعي كامبريدج سيتي إلى تشكيل رابطة مشجعين خاصة بالنادي. قامت هذة الرابطة (Cambridge City Supporters Trust) بتغيير كامل مجلس الإدارة السابق في غضون أسابيع قليلة وتولت الرابطة الإدارة التشغيلية لنادي كرة القدم.
تم تعيين الرئيس الحالي كيفين ستاتشل (Kevin Satchell) كرئيس جديد للنادي وعمل مع الرابطة لتأمين مستقبل النادي ونجح في ذلك. شملت هذه التغييرات اللجوء إلى القضاء في القضية الخاصة بشأن بيع الأرض والملعب الذي كان يلعب فيه النادي منذ عام 1922. و على الرغم من أن الحكم النهائي ذكر أن النادي كان ضحية تحريف احتيالي، إلا انه لم يتم إلغاء بيع الأرض. و في خضم النزاعات القانونية حول بيع الأرض والملعب، تم تهبيط نادي كامبريدج سيتي من دوري المؤتمر الجنوبي بالمستوى السادس إلى الدوري الجنوبي الممتاز بالمستوى السابع في عام 2008. كان هذا بسبب فشل النادي في تلبية متطلبات التصنيف الأرضي الخاص بالمستوى السادس من البطولات الإنجليزية.
نتيجة لذلك، خسر النادي ملعبه الشهير بنهاية موسم 2012/2013 عندما تم منح إذن التخطيط في موقع الملعب لمشروع تطويرالإسكان في عام 2013. هذا يعني أن آخر مباراة لعبها كامبريدج سيتي في ملعبه ميلتون رود كانت في أبريل 2013 عندما تغلب على ريديتش يونايتد. معلناً بذلك نهاية حقبة التسعين عاماً التي قضاها في هذا الملعب منذ عام 1922 إلى عام 2013. منذ أن غادر كامبريدج سيتي ملعب ميلتون رود، شاركوا الأرض في هيستون وسانت آيفز. أثناء وجودهم في هذا الطريق، عانوا من هبوط آخر عندما فقدوا مكانهم في الدوري الجنوبي الممتاز في الجولة الأخيرة من موسم 2016/17 و هبوطهم رسمياً إلى الدوري الجنوبي قسم الوسط بالمستوى الثامن. خلال صيف عام 2019، تم نقل السيتي بشكل جانبي إلى دوري إسثميان وتم وضعه في القسم الشمالي ثم عادم 2021 مرة أخرى إلى قسم شمال ميدلاندز في الدوري الشمالي الممتاز، حيث واصل اللعب إلى 2024. في بداية هذا العام انضم النادي مرة اخرى إلى دوري إسثميان قسم الشمال مع امآل متسارعة من أجل بدأ النادي خوص المباريات في الملعب الجديد في ساوستون.

## الملعب الجديد
في عام 2012، أُعلن أن والد رئيس النادي لين ساتشيل، قد اشترى ارضاً بمساحة 35 فدانًا في ساوستون، وهي قرية تبعد 9 كيلومترات/6 أميال جنوب مدينة كامبريدج، بهدف بناء ملعب جديد للنادي يتسع لـ 3000 مقعد، جنبًا إلى جنب مع مرافق للمنطقة المحيطة. بعد استشارة عامة واستئناف بشأن قرار منح إذن التخطيط، تمت الموافقة على خطة الاستاد الجديدة من قبل المجلس البلدي لجنوب كامبريدج في أواخر عام 2019. بدأ البناء للملعب الجديد في يناير 2021 وتأخر الانتهاء من الملعب بسبب جائحة كورونا، ومن المقرر افتتاح الاستاد في عام 2025.

## تشكيلة الفريق
آخر تحديث 2024/2025.
المدرب: جيمي كوريتون